# داميان بونا
داميان بونا (بالإنجليزية: Damien Bona)‏ هو ناقد سينمائي وصحفي أمريكي، ولد في 18 مارس 1955، وتوفي في 29 يناير 2012.